# Olympias (Autorin)
Olympias war eine wahrscheinlich im 1. Jahrhundert v. Chr. in Theben lebende Hebamme und Autorin eines medizinischen Buches, in dem sie die Erfahrungen ihres Berufes niederschrieb. Das Werk hat sich nicht erhalten, wird aber von Plinius dem Älteren mehrfach in seiner Naturalis historia erwähnt. Gleichzeitig gibt er einige Passagen des Werkes mit Ratschlägen zu Abtreibungsmitteln, Menstruationsmedizin und Mitteln gegen Sterilität wieder.

## Quelle
- Plinius der Ältere, Naturgeschichte 26,226; 28,246; 28,253